# Grundrechte

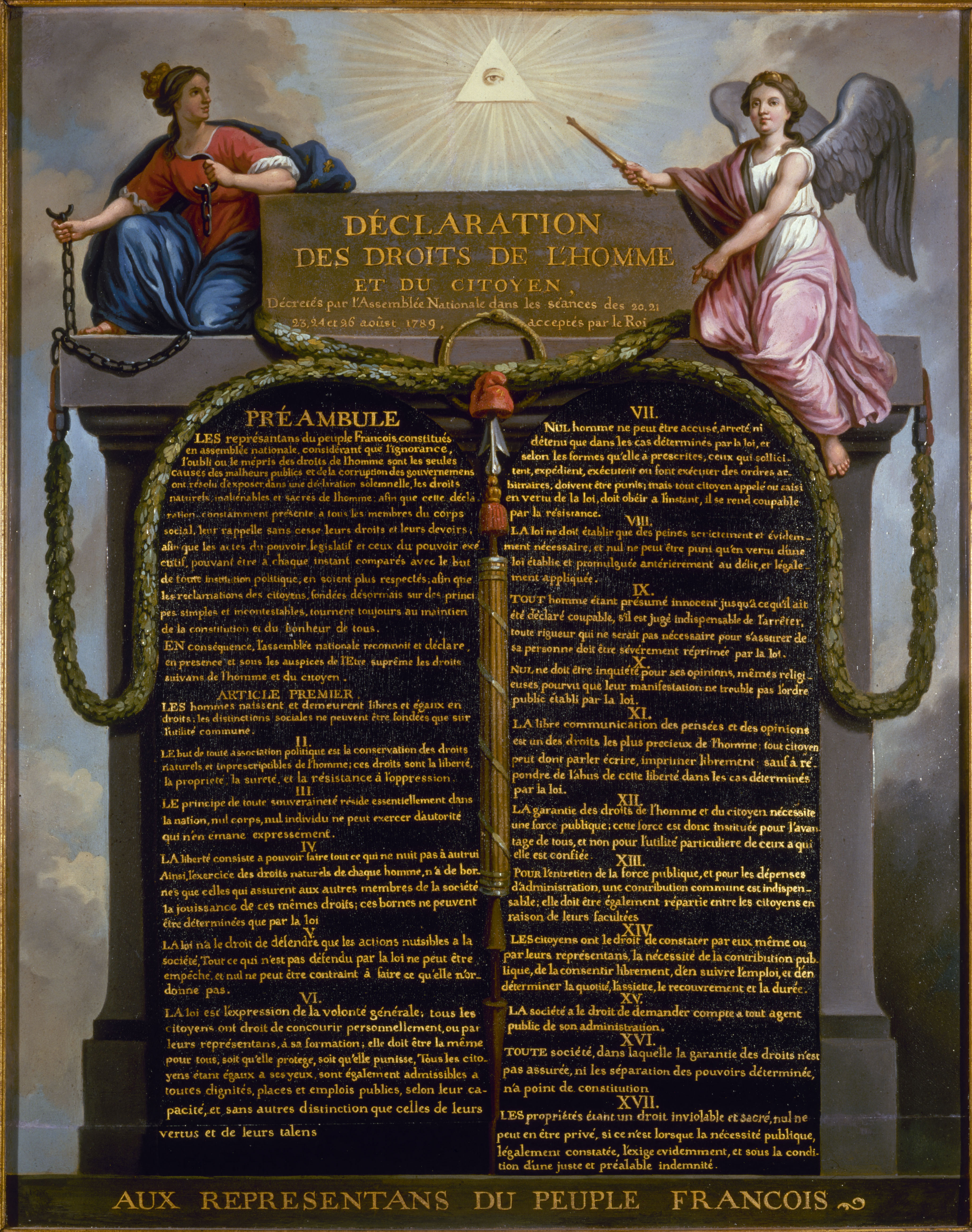
Französische Erklärung der Menschen- und Bürgerrechte 1789

Grundrechte sind wesentliche Rechte, die Mitgliedern der Gesellschaft gegenüber Staaten als beständig, dauerhaft und einklagbar garantiert werden. In erster Linie sind sie Abwehrrechte des Bürgers gegen den Staat, sie können sich jedoch auch auf das Verhältnis der Bürger untereinander auswirken („Drittwirkung“).

## Rechtsquellen
Grundrechte werden in der Regel in der Verfassung formuliert oder auch nur aus allgemeinen Rechtsprinzipien abgeleitet. So erkannte das schweizerische Bundesgericht bis zum Inkrafttreten der Bundesverfassung von 1999 ungeschriebene Grundrechte an. Andererseits enthalten etwa die Bundesverfassung der Schweizerischen Eidgenossenschaft (Art. 7 ff.) oder das Grundgesetz für die Bundesrepublik Deutschland (Art. 1 ff.) und die Verfassungen der jeweiligen Gliedstaaten (Kantone, Bundesländer) Grundrechte.
Auch im österreichischen Rechtssystem gibt es Grundrechte. Diese wurden aber mangels Einigung nicht in die 1929 entstandene Verfassung aufgenommen, sondern im aus dem Jahr 1867 stammenden Staatsgrundgesetz festgeschrieben. Zusätzlich ist die Europäische Menschenrechtskonvention in Österreich in Verfassungsrang in direkter Geltung.
Grundrechte können auch in sonstigen Gesetzen enthalten oder durch völkerrechtliche Verträge vereinbart sein. So stellt etwa die Europäische Menschenrechtskonvention einen völkerrechtlichen Vertrag dar, welcher Grundrechte beinhaltet. Die Charta der Grundrechte der Europäischen Union ist am 1. Dezember 2009 – mit Inkrafttreten des Vertrages von Lissabon – in Kraft gesetzt worden.

## Verhältnis Grundrechte und Menschenrechte
Die Entwicklung der Grundrechte ist eng mit der Idee der Menschenrechte verbunden. Die Menschenrechtsidee wiederum findet ihre philosophischen Wurzeln in der Idee des Naturrechts, wonach es „Rechtsgrundsätze gibt, die stärker sind als jedes positive Recht“ (Radbruch). Menschenrechte werden nach der naturrechtlichen Auffassung nicht durch Rechtsetzung geschaffen, sondern sind dem Recht vorgegeben und bedürfen keiner konstitutiven Begründung. Das Grundgesetz der Bundesrepublik Deutschland bezieht sich auf diese Zusammenhänge, indem es das Bekenntnis des deutschen Volkes zu „unverletzlichen und unveräußerlichen Menschenrechten“ enthält (Art. 1 Abs. 2 GG), und als Konsequenz hieraus alle Staatsgewalt an die Grundrechte „als unmittelbar geltendes Recht“ bindet (Art. 1 Abs. 3 GG). In ihrer heutigen Ausprägung werden die Grundrechte des Grundgesetzes als positivrechtliche Ausgestaltungen der fundamentalen Menschenrechte verstanden.
Mitunter wird der Begriff der Menschenrechte abweichend von der hier gewählten Terminologie verwendet. Als Menschenrechte werden dann etwa Grundrechte bezeichnet, die nicht nur staatsbürgerschaftsbezogen sind, sondern jedermann zustehen.

## Regelung in einzelnen Staaten
- Grundrechte (Deutschland)
- Grundrechte (Österreich)
- Grundrechte (Schweiz)

Auch die supranationale Rechtsordnung der Europäischen Union anerkennt neben den vier Grundfreiheiten des EU-Binnenmarkts auch Europäische Grundrechte. Sie sind mit der Charta der Grundrechte der Europäischen Union mit dem Vertrag von Lissabon am 1. Dezember 2009 in Kraft getreten.

## Geschichte

### England und Niederlande
Die Anerkennung von Grundrechten geht auf den Verfassungsstaat der Moderne zurück, dessen Anfänge die Amerikanische und Französische Revolution darstellen. Erste Dokumente, die individuelle Rechte verbriefen, lassen sich ins Mittelalter zurückverfolgen. Oft galten diese Rechte zugunsten des Parlaments und der dort vertretenen Stände und waren nur selten allgemeingültige Individualrechte. In der Magna Carta von 1215 garantierte der König jedem Freien in England ein gewisses Minimum an Rechtsschutz gegen Willkür. Mit der Petition of Rights (1628) bestätigte der König in erster Linie Rechte für Besitzbürger. Weitere Grundrechte wurden im Habeas Corpus Act von 1679 schriftlich fixiert. Sie enthielt einen Schutz vor willkürlicher Verhaftung und das Recht, einem Richter vorgeführt zu werden. 1689 brachte die Bill of Rights das Petitionsrecht, das Verbot von Verhaftungen ohne richterliche Anordnung und eine Reihe von königlichen Machtbeschränkungen zugunsten des Parlaments.
Neueren Forschungen zufolge gilt auch die Dordrechter Ständeversammlung als eine wesentliche Keimzelle von verfassungstextlich und politisch wirksamen Grundrechten in der Neuzeit. Am 15./16. Juli 1572 kamen Repräsentanten der meisten Städte der Niederlande in Dordrecht zusammen. Sie beschlossen ihre Unabhängigkeit von Spanien und machten Wilhelm von Oranien zu ihrem Anführer.

### USA
1776 erklärte die Virginia Bill of Rights, dass alle Menschen von Natur aus gleich und frei sind und ihr Leben und Eigentum unverletzlich sind. Hierbei handelt es sich um die erste verfassungsmäßige Normierung von Grundrechten. In der Amerikanischen Unabhängigkeitserklärung wurden das Leben, Freiheit und das Streben nach Glück zu unveräußerlichen Rechten (Naturrecht) erklärt und das Recht auf Leben garantiert. Die Bill of Rights der USA, d. h. die ersten zehn Zusätze zur US-amerikanischen Verfassung (beschlossen 1789, ratifiziert 1791), stellten die erste einklagbare und somit durchsetzbare Grundrechteordnung dar. Sie sind heute noch in Kraft.

### Frankreich
1789 wurden in der Französischen Erklärung der Menschen- und Bürgerrechte die Freiheit, die Gleichheit, die Meinungs-, Glaubens- und Gedankenfreiheit festgesetzt sowie das Eigentum garantiert.

### Deutschland

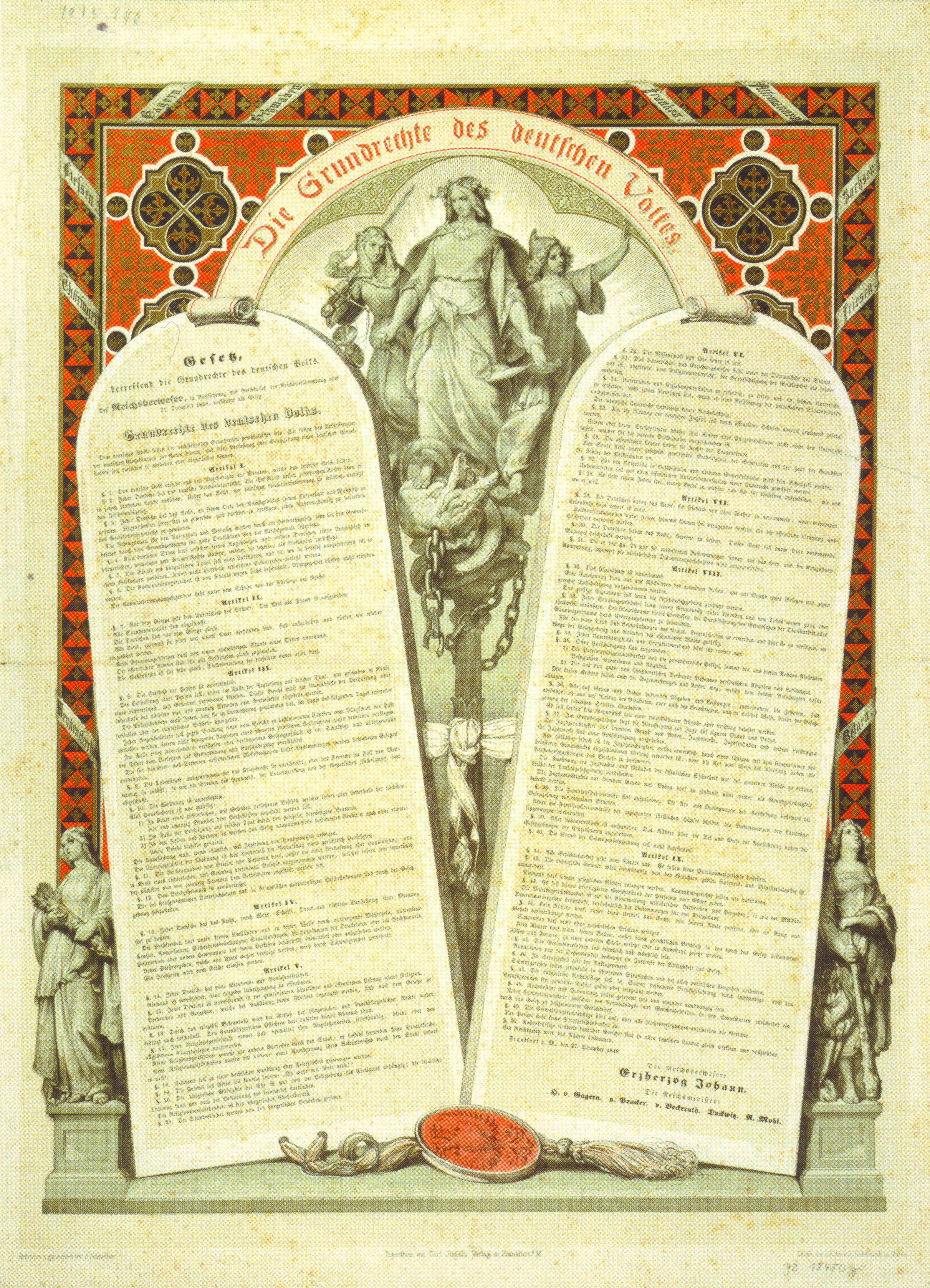
Die Grundrechte des deutschen Volkes, kolorierte Lithografie von Adolph Schroedter, Frankfurt am Main 1848

Die Frankfurter Nationalversammlung erließ am 21. Dezember 1848 die Grundrechte des deutschen Volks als Reichsgesetz. In der Paulskirchenverfassung wurden sie wiederholt. So waren die Freizügigkeit, die Berufsfreiheit, die Auswanderungsfreiheit, das Briefgeheimnis, die Meinungsfreiheit, die Pressefreiheit, die Glaubensfreiheit, die Gewissensfreiheit, die Versammlungsfreiheit und das Recht auf Eigentum garantiert. Die größeren Staaten Deutschlands lehnten Reichsgesetz und Verfassung aber ab, und so kam den Grundrechten kaum praktische Bedeutung zu. Schon im August 1851 wurde der Grundrechtskatalog von der Bundesversammlung auch formal wieder aufgehoben, gleichzeitig mit dem Bundesreaktionsbeschluss.
Die Verfassung des Deutschen Reichs von 1871 selbst verbürgte dagegen keine Grundrechte; teilweise wurden sie später in Einzelgesetzen geschützt, teilweise wurden die Grundrechte in den Landesverfassungen für ausreichend gehalten. Erst die Weimarer Reichsverfassung von 1919 knüpfte dann an die Paulskirchenverfassung an und erweiterte den Katalog noch um soziale Grundrechte, unter anderem die Grundpflicht und das Grundrecht auf Arbeit (Art. 163 WRV). Allerdings konnte der Bürger die Grundrechte immer noch nicht als unmittelbar geltendes Recht einklagen.
In der Zeit des Nationalsozialismus wurden mit der Reichstagsbrandverordnung von 1933 die in den Art. 114 (Freiheit der Person), Art. 115 (Unverletzlichkeit der Wohnung), Art. 117 (Brief-, Post-, Telegraphen- und Fernsprechgeheimnis), Art. 118 (Meinungsfreiheit), Art. 123 (Versammlungsfreiheit), Art. 124 (Vereinigungsfreiheit) und Art. 153 WRV (Eigentumsgewährleistung) festgeschriebenen Grundrechte außer Kraft gesetzt.

## Grundrechtstheorie
Die Grundrechtstheorie beschäftigt sich mit der Untersuchung der Grundrechte als Rechtssätze. Dabei sind verschiedene Grundrechtstheorien nach Art ihrer Interpretation der Grundrechte zu unterscheiden. Ernst-Wolfgang Böckenförde unterscheidet die „liberale (bürgerlich-rechtsstaatliche) Grundrechtstheorie“, die „institutionelle Grundrechtstheorie“, die „Werttheorie“, die „demokratische-funktionale“ und die „sozialstaatliche Grundrechtstheorie“.
- Die liberale (bürgerlich-rechtsstaatliche) Grundrechtstheorie sieht die Grundrechte als Sphären bürgerlicher Freiheit, die als negative Kompetenznormen staatlichem Wirken entgegenstehen und dadurch Freiräume individueller Betätigung sichern. Diese Funktion wird von der Virginia Declaration of Rights von 1776 und dem ersten amerikanischen Verfassungszusatz von 1791 mit wenigen Worten klargestellt, wenn es dort heißt: „congress shall make no law (…) abridging the freedom of speech (…).“ Dieses Verständnis liegt bis heute auch den Freiheitsrechten des Grundgesetzes zugrunde.
- Die demokratisch-funktionale Grundrechtstheorie versteht die Gewährleistungen der Grundrechte als im Interesse des demokratischen Prozesses zur politischen Betätigung übertragene und von ihm auszuübende Kompetenzen des Einzelnen. Demnach unterliegt die Teilnahme am demokratischen Willensbildungsprozess konstitutiv dem Grundrechtsschutz. Dabei wird jedoch außer Acht gelassen, dass auch die Nichtteilnahme am demokratischen Willensbildungsprozess und die Abstandnahme von politischer Betätigung gerade auch eine Betätigung individueller Freiheit darstellt.
- Die sozialstaatliche Grundrechtstheorie zielt darauf, die rechtlichen Gewährleistungen der Grundrechte zu effektivieren. Danach soll, im Zweifel durch besondere staatliche Leistung, sichergestellt werden, dass ein Gebrauch der grundrechtlichen Freiheiten möglich ist. Trotz aller prinzipiellen Zulässigkeit, die Wahrnehmung von Grundrechten durch Organisation von Verfahren sicherzustellen und zu effektivieren, kommt eine darüber hinausgehende Umdeutung von originären Abwehrrechten in Leistungsrechte nicht in Betracht.
- Die institutionelle Grundrechtstheorie versteht Grundrechte nicht primär als staatsbezogene Abwehrrechte des Individuums, sondern als objektive Ordnungsprinzipien. An Stelle rechtlich undefinierter Freiheit als Inhalt der Grundrechte tritt eine objektivierte, bereits normativ und institutionell gestaltete Freiheit. Erst die grundrechtlichen Freiheitsverbürgungen ermöglichen und verwirklichen Freiheit (siehe auch: Peter Häberle).
- Die Werttheorie der Grundrechte begreift den Gehalt der Grundrechtsnormen als Ausdruck der Wertgrundlagen des staatlichen Gemeinwesens (siehe auch: Rudolf Smend).

### Grundrechte als subjektive Rechte
Die Freiheitsrechte gelten als klassische Grundrechte. Sie ermöglichen dem Einzelnen, Eingriffe des Staates abzuwehren, und werden deshalb als Abwehrrechte angesehen. Sie schaffen eine staatsfreie Sphäre, einen Status negativus des Individuums. Nach dieser Auffassung erteilen die Freiheitsrechte weder einen Anspruch auf staatliche Leistung noch eine Garantie, dass der Staat das Individuum vor Grundrechtseingriffen Dritter schützt. Gewisse Grundrechte vermitteln justiziable Abwehrrechte, die vor staatlichen Übergriffen schützen sollen. Das Recht auf körperliche Unversehrtheit wird nur dann gewahrt, wenn Hoheitsträger einen Eingriff in die körperliche Integrität unterlassen. Diese Abwehransprüche gelten nicht absolut; der grundrechtliche Schutzbereich kann eingeschränkt werden. Abwehransprüche sind in erster Linie auf Freiheitsrechte zugeschnitten.
Diese Grundrechtstheorie hat ihre Wurzeln in der Französischen Revolution. Im Vordergrund stand Ende des 18. Jahrhunderts der Schutz gegen den übergriffigen, obrigkeitlichen und absolutistischen Staat. Die französische Erklärung der Menschenrechte von 1789 «war das eherne Gesetz, das die staatliche Macht hinfort in ewigen Schranken zu halten bestimmt war. [...] [D]ie Menschenrechte [waren] zur (absolutistischen) Staatsordnung antithetisch gedacht.» Die Grundrechte, die in den Verfassungen von 1791, 1793 und 1795 in Frankreich verbrieft wurden, waren in gesonderten Erklärungen enthalten, die der Staat durch Verfassungsänderung gar nicht antasten konnte – so groß war das Misstrauen. Dass die Grundrechte nicht verfassungsrechtlich garantiert waren, hatte aber zur Folge, dass sie unzureichend verwirklicht waren. In den USA wurden zunächst keine Grundrechte verfassungsrechtlich anerkannt, weil befürchtet wurde, dass dadurch deren naturrechtliche Geltung und damit ihre Stellung geschwächt würde.

### Grundrechte als objektives Recht
Darüber hinaus können Grundrechte auch eine objektive Dimension aufweisen. Wenn Menschen in Kontakt mit dem Recht kommen, geschieht das über Gesetze und Verordnungen – die Grundrechtsgarantieren stehen nicht im Vordergrund. Umso wichtiger ist es, dass der freiheitsschützende Gehalt der Grundrechte auch im einfachen Recht zum Tragen kommt gelten. Damit wird die objektivrechtliche Bedeutung der Grundrechte angesprochen: Über den subjektivrechtlichen Schutzbereich hinaus durchdringen die Grundrechte staatliche Institutionen und verpflichten sie, das Recht grundrechtskonform auszugestalten und auszulegen. Von Bedeutung ist das insbesondere bei der Rechtsetzung durch das Parlament; es ist stets angehalten, bei der Ausgestaltung der Gesetze die Grundrechte mitzudenken. Im sogenannten Lüth-Urteil aus dem Jahr 1958 hielt das deutsche Bundesverfassungsgericht fest, die objektiv-rechtliche Dimension diene dazu, den Gehalt der Grundrechte gegen Bedrohung und Substanzverlust (flankierend) zu schützen.
Aus einem solchen konstitutiven Grundrechtsverständnis können zwei Konsequenzen gezogen werden: Drittwirkung der Grundrechte und staatliche Schutzpflichten. Eine unmittelbare Anwendung der Grundrechte im einfachen Recht wird kaum verlangt. In Deutschland und in der Schweiz wird aber eine mittelbare Drittwirkung anerkannt. Die Ausstrahlungswirkung zielt auf die grundrechtskonforme Auslegung des einfachen Gesetzesrechts, insbesondere die Grundrechtsbindung des Gesetzgebers im Privatrecht.
Schutzpflichten bestimmen die Aufgabe des Staates, den einzelnen Bürger vor Übergriffen Dritter zu bewahren und durch das Ergreifen geeigneter Maßnahmen Rechtsgutsverletzungen zu verhindern. Neu ist dabei, dass staatliche Schutzpflichten unmittelbar aus den Grundrechten und nicht bloß aus Staatszielbestimmungen folgen. Entscheidende Frage dabei ist, wieweit die staatliche Schutzpflicht aus dem objektiven Gehalt der Grundrechte den Staat dazu ermächtigt, in Grundrechte Beteiligter einzugreifen. Diese „Schutz-durch-Eingriff“-Problematik wird am Beispiel des Urteils zum Schwangerschaftsabbruch deutlich. In der vom Bundesverfassungsgericht ausgesprochenen Verpflichtung des Staates zugunsten des ungeborenen Lebens liegt zugleich ein Eingriff in die Rechte der Schwangeren, der einer Rechtfertigung bedarf. Ob hierfür die objektive Seite der Grundrechte herangezogen werden kann, ist in hohem Maße umstritten und ungeklärt.
Die Sicherstellung eines effektiven Grundrechtsschutzes durch Organisation und Verfahren von besonders grundrechtsrelevanten Bereichen der staatlichen Machtausübung soll den Grundrechtsschutz als flankierende Maßnahme unterstützen und das einzelne Grundrecht vor Substanzverlust schützen. Relevant wird diese Rechtsprechung vor allem bei der Planung von Großverfahren.